# Montemayor
Montemayor is een gemeente in de Spaanse provincie Córdoba in de regio Andalusië met een oppervlakte van 58 km². In 2007 telde Montemayor 3984 inwoners.

## Demografische ontwikkeling
Bron: INE, 1857-2011: volkstellingen